# Chrysopa dubitans
Chrysopa dubitans is een insect uit de familie van de gaasvliegen (Chrysopidae), die tot de orde netvleugeligen (Neuroptera) behoort. 
Chrysopa dubitans is voor het eerst wetenschappelijk beschreven door McLachlan in 1887.